# 굿모닝뉴스 박재홍입니다
《굿모닝뉴스 박재홍입니다》는 대한민국의 방송국 기독교방송의 라디오 채널 CBS 표준FM에서 월~토 오전 6시 5분 ~ 오전 7시까지 방송하는 라디오 프로그램이다.

## 요일별 코너
- 월요일~금요일 - 굿모닝 월드, 총알뉴스, 박앵커의 시선, 김윤경의 꼭기억 뉴스, 그것이 궁금하다
- 금요일 - 굿모닝 베이스볼
- 토요일 - 아빠, 여기가!, 시사상식사전 문화 뷰파인더

## 같이 보기
- CBS 표준FM
- 기독교방송